# Балта-Доамней (комуна)
Балта-Доамней (рум. Balta Doamnei) — комуна у повіті Прахова в Румунії. До складу комуни входять такі села (дані про населення за 2002 рік):
- Балта-Доамней (972 особи)
- Бира (767 осіб)
- Куркубеу (638 осіб)
- Лаку-Туркулуй (391 особа)

Комуна розташована на відстані 36 км на північ від Бухареста, 23 км на південний схід від Плоєшті, 109 км на південний схід від Брашова.

## Населення
За даними перепису населення 2002 року у комуні проживали 2768 осіб. Усі жителі комуни рідною мовою назвали румунську.
Національний склад населення комуни:
| Національність | Кількість осіб | Відсоток |
| -------------- | -------------- | -------- |
| румуни         | 2764           | 99,9%    |
| цигани         | 4              | 0,1%     |

Склад населення комуни за віросповіданням:
| Релігія       | Кількість осіб | Відсоток |
| ------------- | -------------- | -------- |
| православні   | 2690           | 97,2%    |
| бретрени      | 35             | 1,3%     |
| лютерани      | 23             | 0,8%     |
| адвентисти    | 16             | 0,6%     |
| римо-католики | 4              | 0,1%     |